# Karla Homolka
Karla Leanne Homolka (Ontario, 4 de maio de 1970) é uma serial killer canadense, que atraiu a atenção da mídia mundial quando ela e seu ex-marido Paul Bernardo foram julgados pelo estupro e assassinato das adolescentes Leslie Mahaffy e Kristen French.
Afora os crimes pela qual fora julgada, Homolka ainda ajudou seu ex-marido à violentar sua irmã mais nova de 15 anos, Tammy Homolka, que por estar sedada na ocasião, morreu engasgada com o próprio vômito. Entretanto o casal não foi julgado por este crime.
Em seu julgamento, Homolka foi condenada apenas por homicídio culposo devido ao acordo - apelidado de "acordo com o diabo" pela imprensa - que conseguiu  por colaborar com a solução do caso. Sua condenação foi mais "leve", sendo apenas 12 anos de prisão e evitando a prisão perpétua, porém tendo que cumprir a pena de 12 anos em um hospital psiquiátrico. Enquanto seu parceiro, Paul Bernardo, fora condenado à prisão perpétua, com direito à condicional depois de 25 anos da sentença cumprida.

"O que fiz foi terrível. Eu estava em uma situação onde estava incapaz de ver claramente, onde eu estava incapaz de pedir ajuda. Onde estava completamente oprimida na minha vida e me arrependo muito, porque agora eu sei que tinha o poder de parar tudo aquilo. Mas quando eu estava morando com ele, eu pensei que não tinha o poder.
"

—Homolka auto avaliando seus atos em entrevista para a Rádio Canadá.
Durante os anos em que passou na prisão, ela manteve um relacionamento amoroso por cartas com um detento chamado Jean-Paul Gerbet; um condenado por matar a namorada Cathy Carretta e fez curso por correspondência em Sociologia pela Queen's University, que inicialmente causou uma tempestade na mídia. Mais tarde formou-se em Bacharel em Psicologia pela Queen. As notícias do curso de auto-aperfeiçoamento de Homolka foi recebido na mídia com desdém: "Nada mudou. Os conceitos de remorso, arrependimento, vergonha, responsabilidade e reparação não têm lugar no universo de Karla. Talvez ela simplesmente não tem o gene moral", escreveu a colunista do Globe, Margaret Wente. Em 4 de julho de 2005, após cumprir os 12 anos, ela foi libertada
Por sua "falta de remorso e discernimento", o tribunal determinou que ela continua sendo uma ameaça à sociedade e impôs várias restrições para libertá-la. Horas depois de ser libertada, Homolka concedeu uma entrevista para a Rádio Canadá, onde declarou que "Chora frequentemente" e "frequentemente pensa que não merece ser feliz"